# Концепт (филология)
Концепт в филологии — это содержательная сторона словесного знака, за которой стоит понятие, относящееся к умственной, духовной или материальной сфере существования человека, закреплённое в общественном опыте народа, имеющее в его жизни исторические корни, социально и субъективно осмысляемое и — через ступень такого осмысления — соотносимое с другими понятиями, ближайше с ним связанными или, во многих случаях, ему противопоставляемыми.

## Классификации концептов
В настоящее время известно множество классификаций концептов. 
Познавательные и художественные концепты. Еще в первой трети XX века, русский исследователь С.А. Аскольдов (Алексеев) разграничил познавательные и художественные концепты и определил специфику каждого из них. Автор отметил, что в искусстве познание идет иным путем, чем в логике, науке. По мнению С.А. Аскольдова, познавательные концепты характеризуются «общностью», так как это всего лишь схематический чертеж многих сходных предметов», то есть «схематические представления, лишенные тех или иных конкретных деталей», приписываемых предметам индивидуальным сознанием.  Если «концепты познания – общности, то концепты искусства – индивидуальны», так как любое художественное видение мира, его представление субъективно, что и отражает текст того или иного автора. Другое существенное отличие художественного концепта и концепта познания исследователь видит в том, что «к концептам познания не примешиваются чувства, желания, вообще иррациональное. Художественный концепт чаще всего есть комплекс того и другого, то есть сочетание понятий, представлений, чувств, эмоций, иногда даже волевых проявлений» . Таким образом, художественный концепт способен создавать определенное «эмоциональное и эстетическое напряжение», чего чаще всего лишены концепты познания. Вероятно, поэтому в структуре художественного концепта, кроме собственно общих и индивидуальных познавательных смыслов, можно выделить также эмотивно-оценочные: негативные и позитивные, или аксиологические, перцептивные и т.д. 
Рамочные понятия, и концепты-понятия с плотным ядром. Ю.С. Степанов предлагает рассматривать два важных типа концептов: концепты, представляющие собой «рамочные понятия», и концепты-«понятия с плотным ядром». Рамочные концепты, по мнению исследователя, имеют «некоторый основной, актуальный признак (или некоторую небольшую совокупность таких признаков), который, собственно, и составляет главное содержание концепта. Возникновение концепта как «коллективного бессознательного» или «коллективного представления» – результат стихийного, органического развития общества и человечества в целом. Эти концепты, собственно – их «рамка», могут «примериваться», «накладываться» на то или иное общественное явление, в данных случаях – на то или иное общество (причем другие исключаются), на ту или иную социальную группу (причем другие также исключаются). Здесь мы имеем дело с другим процессом, который вряд ли можно назвать «органическим» или стихийным. Это есть процесс социальной оценки, подведения под норму, под норматив, процесс, связанный с сознательной деятельностью общественных сил и даже с их борьбой». Такие «накладываемые» концепты Ю.С. Степанов называет «понятиями с плотным ядром».
А.П. Бабушкин, предлагает следующую типологию: мыслительные картинки, схемы, фреймы, сценарии, калейдоскопические и логически-структурируемые концепты. Мыслительные картинки сугубо индивидуальны, они основаны на конкретном жизненном опыте человека. Концепт-фрейм, по мнению исследователя, «имплицирует комплексную ситуацию; его можно сопоставить с «кадром», в рамки которого попадает все, что типично и существенно для данной совокупности обстоятельств». Сценарий, как считает А.П. Бабушкин, это развернутый в динамике концепт. Логически-конструируемые концепты в типологии А.П. Бабушкина абсолютно лишены образного начала, они далеки от чувственного человеческого опыта. Смысл таких концептов равен их словарному толкованию. Калейдоскопические концепты, напротив, сопряжены с когнитивными метафорами (гештальтами), через призму которых постигается сущность абстрактного имени .
М. В. Пименова предлагает классифицировать концепты по нескольким основаниям. Так, концепты были разделены исследователем на три категориальные класса: 1) базовые концепты, которые составляют фундамент языка и всей картины мира (космические, социальные и психические (духовные) концепты; 2) концепты-дескрипторы, квалифицирующие базовые концепты, среди которых выделяются дименсиональные концепты (концепты измерений: размер, объем, глубина, высота, вес и др.); квалитативные концепты, выражающие качество (тепло – холод, целостность – партитивность, твердость – мягкость); квантитативные концепты, выражающие количество (один, много, мало, достаточно – недостаточно); 3) концепты-релятивы, реализующие типы отношений, среди которых отмечаются концепты- оценки (хорошо – плохо, правильно – неправильно, вредно – полезно); концепты-позиции (против, вместе, рядом, близко – далеко, современный – несовременный); концепты-привативы (свой – чужой, брать – отдавать, владеть – терять, включать – исключать) .
И.А. Стернин, выделяя в структуре концепта базовый слой, или ядро, к которому прирастают дополнительные когнитивные слои, «отражающие определенный результат познания внешнего мира, то есть результат когниции», разграничивает три типа концептов. К ним он относит 1) одноуровневые, состоящие только из базового слоя (желтый, зеленый, соленый, ложка, чашка, тарелка и т.п.); 2) многоуровневые, имеющие, помимо базового слоя, когнитивные слои, отличающиеся уровнем абстракции (ср.: грамотный – базовый слой: образованный человек; когнитивные слои разной степени абстракции: умеющий читать и писать; умеющий хорошо читать и писать; умение эффективно общаться и т.д.); 3) сегментные, состоящие из базового слоя, окруженного несколькими сегментами (ср.: концепт толерантность – базовый слой: терпимость, сдержанность; сегменты: политическая толерантность, научная толерантность, бытовая толерантность, административная толерантность и т.п.). 
В современной филологии, таким образом, сложилось множество подходов типологизации концептов, что обусловлено многоаспектностью изучения данного феномена.